# وبر شجري
الوَبْر الشجري (الاسم العلمي: Dendrohyrax) (بالإنجليزية: Tree hyrax)‏ هو جنس من الحيوانات يتبع الفصيلة الوبرية من رتبة الوبريات.

## أنواع
- وبر جنوبي (الاسم العلمي:Dendrohyrax arboreus)
- وبر غربي (الاسم العلمي:Dendrohyrax dorsalis)